# Лоцман

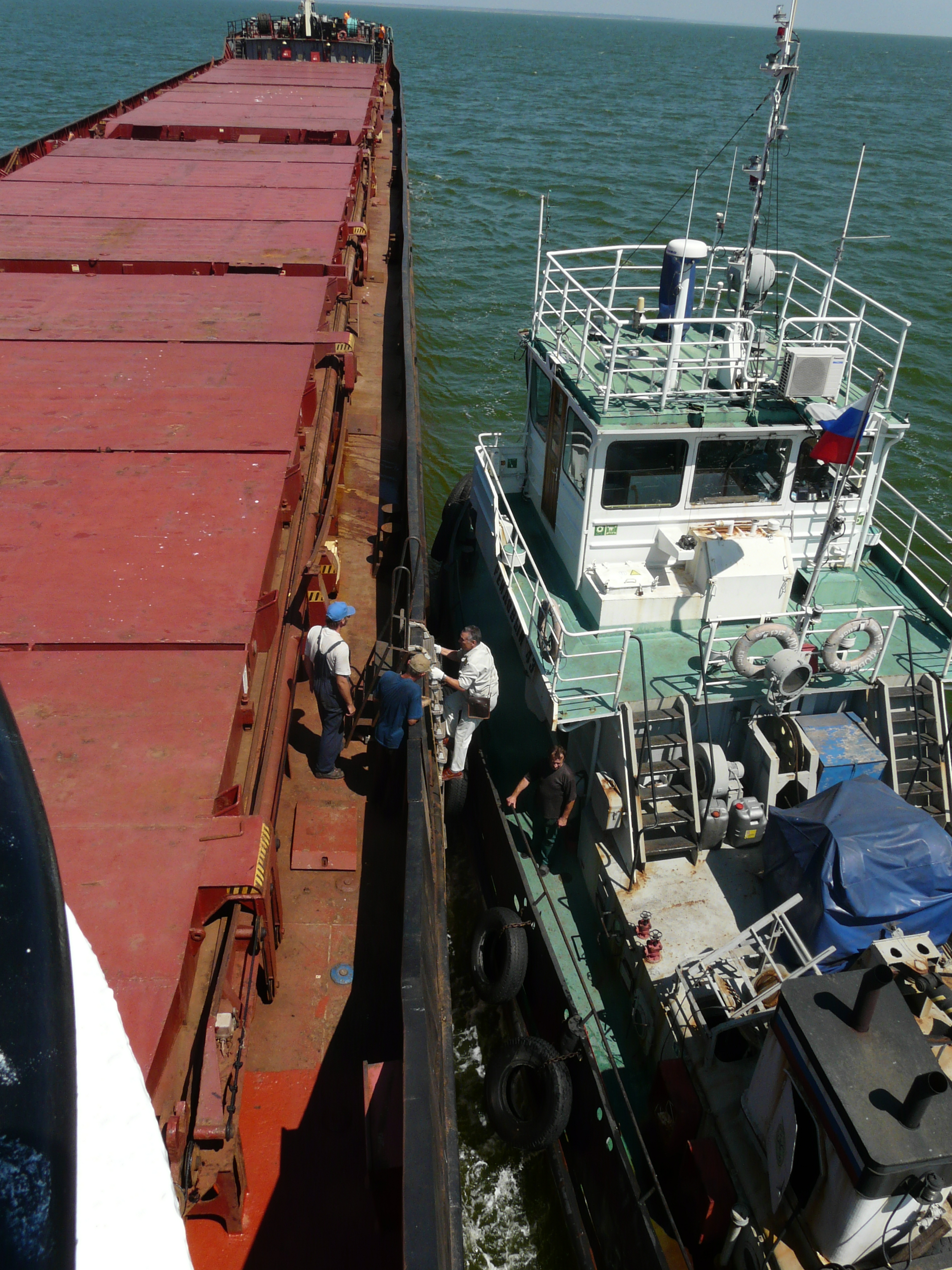
Лоцманский трап по правому борту. Буксир, исполняющий роль лоцманского катера, подошёл к правому борту судна (с правого борта). Лоцман поднимается по правому борту

Ло́цман (от нидерл. loodsman) — моряк или речник, по квалификации — судоводитель с опытом работы в конкретном регионе, хорошо знающий локальную береговую обстановку и местный фарватер и проводящий по нему морские или речные суда, особенно в местах, представляющих опасность.

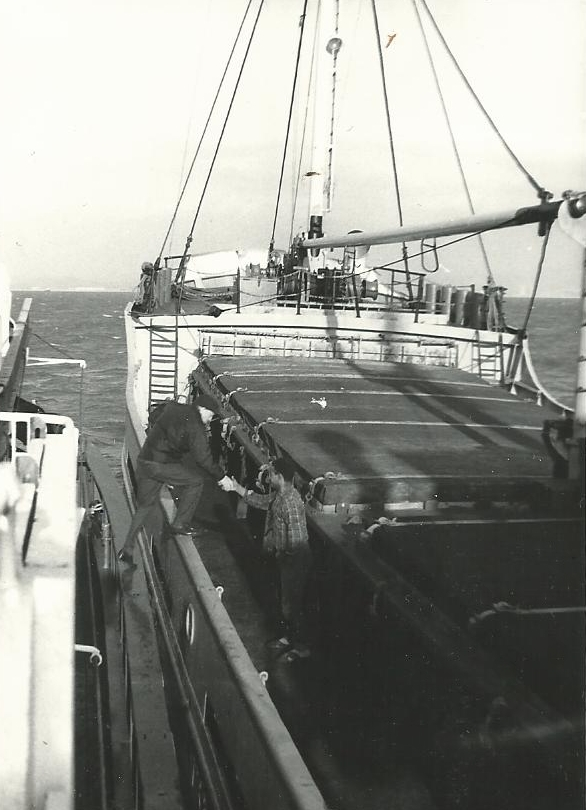
Лоцман перепрыгивает с борта лоцманского катера на борт судна. 1968 год

К борту судна, запросившего предварительно лоцманскую проводку, лоцмана доставляют на лоцманском боте (катере) или судне, а в случае плохой погоды или особых обстоятельств - на вертолёте. Иногда роль лоцманского катера выполняет буксир, который также помогает судну в швартовых операциях. 
С катера на борт судна лоцман поднимается по лоцманскому трапу, если борт судна выше, чем борт лоцманского катера. Лоцман может перепрыгнуть с катера на судно, если борт судна выше борта катера не более чем на 33 сантиметра (такое же расстояние между балясинами лоцманского трапа) или борт катера немного выше борта судна. Если разница между бортами судна и лоцманского катера более 9,5 метра, то для подъёма лоцмана на борт готовят комбинированный трап.
Лоцман обязан проводить по фарватеру каждое судно при входе и при выходе его из порта. Однако присутствие лоцмана на борту судна не снимает с капитана ответственности за безопасность. Все указания лоцмана носят только рекомендательный характер.
За услуги лоцмана взимается лоцманский сбор — плата за проводку судов по фарватеру. При невозможности обеспечения судна лоцманом на мачтах береговых постов при входе в гавань поднимают лоцманские сигналы — для указания глубин и рекомендуемого курса при входе в гавань. На судоходных реках и внутренних водоёмах чаще всего функции капитана и лоцмана совмещаются одним лицом, а для обозначения фарватера, глубин и безопасного курса служат буи, бакены и береговые створные знаки.
В дореволюционной России лоцманы образовывали лоцманские общества в каждом порту, под начальством лоц-командира, назначаемого от казны. До XVIII века у поморов существовало два отдельных наименования для профессии лоцмана: «носниками» назывались артели речных лоцманов, «корабельными вожами» — те, которые водили морские корабли по взморью и дельте Севера.